# Stephan Richter (Journalist)

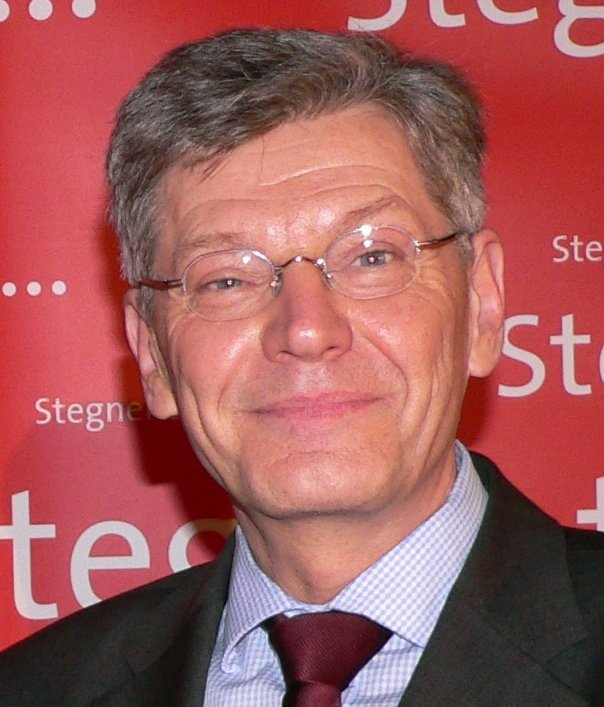
Stephan Richter (2009)

Stephan Richter (* 18. September 1950) ist ein deutscher Journalist.

## Leben
Nach dem Volontariat arbeitete Richter als leitender Redakteur bei verschiedenen Zeitungen wie der Osnabrücker Zeitung und dem Mannheimer Morgen. Von 1990 bis 2011 war er Chefredakteur des Schleswig-Holsteinischen Zeitungsverlages (sh:z) in Flensburg.
Seit 2006 ist Richter im Vorstand des Freundeskreis Schloss Gottorf, der die Arbeit des Schleswig-Holsteinischen Landesmuseums für Kunst und Kulturgeschichte unterstützt.

## Ehrungen
2000 wurde Richter von Bundespräsident Johannes Rau für die besonderen Verdienste um die Förderung des Geschichtsbewusstseins, die er sich als Initiator und Umsetzer der „Jahrhundert-Story“ erworben hatte, bei der über Wochen hinweg in den Zeitungen des sh:z 42 Kapitel der Landesgeschichte Schleswig-Holsteins veröffentlicht wurden, mit dem Bundesverdienstkreuz am Bande ausgezeichnet.
2009 erhielt er vom schleswig-holsteinischen Ministerpräsidenten Peter Harry Carstensen für „sein außergewöhnliches Engagement um das gesellschaftliche Leben in Schleswig-Holstein sowie um das Ansehen des Landes und seiner Institutionen“ den Verdienstorden des Landes Schleswig-Holstein.